# Konik ciepluszek
Konik ciepluszek (Chorthippus apricarius) – euroazjatycki gatunek owada prostoskrzydłego z rodziny szarańczowatych (Acrididae). Długość do 15 mm. Barwa żółta do brunatnej, w ciemne plamy. W Europie Środkowej występuje najczęściej na murawach kserotermicznych, a także w środowiskach ruderalnych i w agrocenozach. W Polsce jest szeroko rozprzestrzeniony. Nie wykazano go jedynie z Kotliny Nowotarskiej oraz Tatr. 
Wyróżnione podgatunki:
- Ch. a. apricarius (Linnaeus, 1758)
- Ch. a. asiaticus Mishchenko, 1951
- Ch. a. caucasicus Mishchenko, 1951
- Ch. a. ciscaucasicus Mishchenko, 1951
- Ch. a. major (Pylnov, 1914)